# 尹梅
尹梅（1469年—16世紀），字調元，直隶真定府靈壽縣人，明朝政治人物。

## 生平
尹梅登弘治五年（1492年）壬子科順天府鄉試第十五名舉人，弘治十二年（1499年）己未科进士。初授中书舍人，正德四年（1509年）六月授吏科给事中，七月升工科都给事中，六年三月升应天府府丞，九年正月南京科道弹劾其贪污不称职，被罢免。

## 家族
曾祖尹福；祖尹昇；父尹隆。前母高氏；母范氏。永感下。兄尹瑺（卫经历）、尹理。弟尹玉。
弟尹元，正德辛未進士。